# Calega Panzano
Calega Panzano, Panzan o Panza (1229/1230 – dopo il 1313), è stato un mercante, politico e uomo di lettere genovese.

## Biografia
Calega probabilmente apparteneva alla famiglia genovese dei Panzano e aveva un fratello chiamato Corrado. Viene per la prima volta menzionato in documenti contemporanei il 6 luglio del 1248, durante la guerra con l'imperatore Federico II di Svevia, quando probabilmente aveva appena diciotto anni, l'età minima per firmare atti ufficiali a Genova. L'8 ottobre del 1252 lui e suo fratello appaiono per la prima volta implicati nel commercio di tessuti. I fratelli di Panzano alla fine estendono le loro operazioni commerciali fino a Parigi, Lagny-sur-Marne, Provins, Napoli, Sicilia e Outremer (Siria).
Calega scrive un sirventes in occitano chiamato Ar es sazos c'om si deu alegrar nel quale discute i mali del clero toscano e il loro sostegno a Carlo I d'Angiò nel suo tentativo di ottenere un trono italiano, mentre questi allora stava assediando Sant'Ellero (17 aprile 1267). Nel sirventes Calega celebra la venuta di Corradino di Svevia e della sua armata e gli sforzi di Arrigo di Castiglia, figlio di Ferdinando III di Castiglia, all'inizio del 1268 contro gli angioini. Calega era un ghibellino convinto. In un documento genovese di marzo che quell'anno, in cui si ricordano le fasi di pianificazione del coinvolgimento del Genovese nella guerra di Corradino contro gli angioini, si legge che "i grandi uomini (magnates) di Genova, vale a dire, gli Spinola, i Doria, i Castello e altri si trovano riuniti a parlare fra loro, facendo ognuno gli onori agli altri come si conveniva". Calega e Corrado erano entrambi consiglieri del comune genovese a quel tempo e senza dubbio erano tra coloro i quali si affollavano sotto la bandiera di Corradino. I primi versi del suo sirventes rivelano il suo atteggiamento verso Carlo e la Chiesa che lo appoggiava:
Calega attacca la Chiesa per aver dichiarato una crociata contro i cristiani, trascurando invece la Terra santa (dove egli aveva interessi economici). Attacca personalmente anche Carlo d'Angiò per la sua presunta crudeltà verso i "colleghi" cristiani e per la sua tregua con i saraceni di Lucera, ai quali conferiva la libertà del culto religioso, mentre faceva crociate contro i nemici politici del Nord Italia. Tuttavia, l'accusa di Calega, riguardo al fatto che il papa avesse avuto una qualche complicità nella tregua con i saraceni di Lucera è probabilmente falsa.
Calega sposa una donna chiamata Giovanna dalla quale ha due figli, Giovanni e Giacomino. Muore nel 1313, probabilmente ultraottantenne.